# Громов, Григорий Петрович
Григорий Петрович Громов — советский государственный и политический деятель.

## Биография
Родился в 1903 году в деревне Никитино Смоленской губернии. Член ВКП(б) с 1924 года.
С 1922 года — на общественной и политической работе и в армии. В 1922—1961 гг. — ответственный секретарь уездного комитета РЛКСМ, ответственный секретарь волостного комитета ВКП(б), инструктор уездного комитета ВКП(б) в Смоленской области, на Московском, Иркутском авиационном заводе, ответственный организатор ЦК ВКП(б), секретарь Ростовского областного комитета ВКП(б), заместитель заведующего Отделом руководящих партийных органов ЦК ВКП(б), секретарь ЦК ВЛКСМ, член Военного Совета Отдельной гвардейской воздушно-десантной армии, 9-й гвардейской армии, Воздушно-десантных войск Советской Армии, заведующий Отделом партийных, профсоюзных и комсомольских органов ЦК ВКП(б), заведующий Административным отделом ЦК ВКП(б), секретарь Постоянной комиссии по вопросам обороны при Президиуме ЦК КПСС, секретарь Комитета КПСС при Секретариате ЦК КПСС, ответственный секретарь Партийной комиссии при Главном политическом управлении Советской Армии и ВМФ СССР.
Избирался депутатом Верховного Совета РСФСР 1-го, 2-го, 3-го, 4-го созывов. Генерал-лейтенант (1944).
Умер в Москве в 1973 году. Похоронен на Новодевичьем кладбище, участок 7 ряд 3 место 23

## Награды
- Орден Ленина
- Орден Красного Знамени (24.06.1944)
- Орден Кутузова II степени (28.04.1945)
- 2 ордена Трудового Красного Знамени (21.02.1939; 28.10.1948)
- Орден Красной Звезды
- медали